# Financiarisation de la terre
 (décembre 2020).
 (avril 2017).
La financiarisation de la terre couvre l'accaparement des terres par des sociétés investisseuses plutôt que par les exploitants. Ces sociétés peuvent être étrangères, notamment russes ou chinoises.
Entre 1988 et 2010, la proportion des sociétés dans l'activité agricole est passée de 6,4 % à 30 %. Le phénomène s'est accentué avec la crise financière de 2008. Dans la Somme où s'est implantée la ferme des Mille vaches, le prix de l'hectare est passé de 4.650 à 9.050 entre 2010 et 2013[réf. nécessaire].
Au Québec sont concernés des dizaines de milliers d’hectares. En France, le phénomène a été médiatisé par rachat du domaine de Gevrey-Chambertin par un homme d'affaires chinois.
Ceci est rendu possible par la sociétarisation, c'est-à-dire la transformation des exploitations familiales en société, visant a facilité la transmission des terres lorsque l'héritage compte plusieurs enfants.
De ce fait, les propriétaires se trouvent de plus en plus être des entrepreneurs, des banques ou même des sociétés d’assurances au détriment des agriculteurs.
Contrairement à l'Allemagne, où l’héritier paye une taxe de 10 % de la valeur de l’acquisition, avec dégrèvement, en France l’impôt de succession est basé sur la valeur actuelle du terrain qui est définie à partir des prix de vente les plus élevés.

## Réglementation
En France, la loi d'avenir pour l'agriculture prévoit que les Safer soient informées des cessions de parts de sociétés.

## Critiques
Les critiques[Qui ?] voient dans ce phénomène une concurrence déloyale qui déstabilise le marché et freine l’établissement.